# اینیگو کالدرون
اینیگو کالدرون (انگلیسی: Iñigo Calderón؛ زادهٔ ۴ ژانویهٔ ۱۹۸۲) بازیکن فوتبال اهل اسپانیا است.
از باشگاه‌هایی که در آن بازی کرده‌است می‌توان به باشگاه فوتبال آنورتوسیس فاماگوستا، باشگاه فوتبال چنایین، باشگاه فوتبال برایتون اند هوو آلبیون، و باشگاه فوتبال دپورتیوو آلاوس اشاره کرد.